# Марсиковетере
Марсиковетере (итал. Marsicovetere) — коммуна в Италии, располагается в регионе Базиликата, в провинции Потенца.
Население составляет 5253 человека (2008 г.), плотность населения составляет 128 чел./км². Занимает площадь 38 км². Почтовый индекс — 85050. Телефонный код — 0975.
Покровителем населённого пункта считается св. Бернардин Сиенский.

## Демография
Динамика населения:

## Администрация коммуны
- Официальный сайт: http://www.comune.marsicovetere.pz.it/